# Zaban
Zaban és el nom d'un noble longobard d'Itàlia de la segona meitat del segle vi. Era un cap militar probablement pagà, que va participar de manera versemblant en la invasió longobarda d'Itàlia del nord (568), dirigida pel rei Alboí, Zaban fou « dux » (duc) de la ciutat de Ticinum Pavia cap a 569/574.
Intentant potser construir-se el seu propi regne, per dues vegades almenys, Zaban va fer una incursió al sud-est de la Gàl·lia, devastant tot al seu pas abans de ser aturat a Burgúndia pel rei franc merovingi Guntram que el va rebutjar (574), forçant-lo a repassar els Alps.
Zaban va tornar a Itàlia, al seu ducat de Pavia, abans de tornar l'any següent amb dos altres ducs anomenats Amó i Rodan. Sembrant el terror a la regió de Grenoble, Valença, Manòsca, Ambrun i Riés, Zaban i els seus còmplices van patir tanmateix un seriós revés enfront d'un patrici enèrgic anomenat Mòmmol, probablement un gal·loromà al servei dels francs. El duc Amó va perdre la majoria de les seves tropes, no quedant-se-li més que 500 guerrers. Zaban i Amó decidiren retornar a Itàlia, seguits de prop per Rodan (575).